# Çalık Holding
Çalık Holding (рус. «Чалык Холдинг») — турецкая компания со штаб-квартирой в Стамбуле. Представляет собой холдинг, владеющий активами в текстильном, энергетическом, строительном, финансовом, логистическом и медийном бизнесе. В компании (включая дочерние предприятия в разных странах) работает более 19 000 человек (на декабрь 2008 г.).
Ведущие компании группы — GAP Güneydoğu Tekstil, Çalık Enerji, GAP İnşaat, Çalıkbank и GAP Pazarlama.
С 2008 г. в холдинг включены газета «Сабах» и телеканал ATV, которые были приобретены за 1,1 млрд долл. США. Эта сделка вызвала большой резонанс в турецком обществе, так как была частично (на 750 млн долл. США) профинансирована за счёт кредитов двух государственных банков (VakıfBank и Halkbank), а также была осуществлена по минимальной цене при том, что «Чалык Холдинг» был единственным претендентом на покупку. Из-за этой сделки и скандала вокруг неё рейтинговое агентство Fitch в январе 2009 г. понизило кредитный рейтинг «Чалык Холдинга».

## История
Семья Чалык занялась текстильным бизнесом в 1930-е годы. В 1980 г. семья основала компанию Ortadoğu Tekstil Tic. ve San A.Ş., которая стала основой будущей бизнес-империи. «Чалык Холдинг» был основан в 1997 г. Ахметом Чалыком, являющимся на сегодняшний день председателем компании.